# 이아시 시노드
이아시 시노드는 1642년 9월 15일부터 10월 27일까지 몰다비아 공작 바실레 루푸의 지원을 받아 콘스탄티노폴리스 총대주교 파르테니오스 1세에 의해 몰다비아(지금의 루마니아) 이아시에 소집된 시노드이다.
시노드의 소집 목적은 당시 동방 정교회 신학에 침투한 로마 가톨릭교회와 개신교의 ‘교리적 오류들’에 대응하고 신앙의 내용과 성격에 대한 동방 정교회 세계의 종합적인 성명을 발표하기 위해서였다. 그리스 교회와 슬라브 교회의 대표들을 포함해서 시노드는 키릴로스 루카리스의 칼뱅주의적 사상을 단죄하고, 교리문답 형식으로 정교회 신앙을 풀이한 표트르 모길라의 《신앙 해설서》(Expositio fidei)를 비준하였다. 《신앙 해설서》는 개신교의 종교개혁에 대한 동방 정교회의 기본 원칙을 설정하였다. 시노드의 주요 공적은 모든 정교회 수석 주교좌들이 합의하여 권위 있는 성명을 발표함으로써 동방 정교회 세계의 일치를 강화한 것이다.